# Коднянський район
Ко́днянський райо́н (до 1924 року — Солотвинський) — адміністративно-територіальна одиниця УСРР, що існувала з 1923 по 1925 роки в складі Житомирської округи. Районний центр — містечко Кодня.

## Історія та адміністративний устрій
Район було утворено 7 березня 1923 року як Солотвинський (районний центр — село Солотвин) у складі Житомирської округи Волинської губернії УСРР з Великотатаринівської, Гальчинецької, Журбинецької, Никонівської, Половецької, Реївської, Скаківської, Солотвинської, Червонської (Червонівської) сільських рад Солотвинської волості та Великомошковецької, Закусилівської, Коднянської, Ляховецької, Пряжівської, Янковецької сільських рад Коднянської волості Житомирського повіту.
21 серпня 1924 року районний центр було перенесено до містечка Кодні, район перейменовано на Коднянський.
Район ліквідований в 1925 році, відповідно до постанов ВУЦВК від 17 червня 1925 року та Волинського ОВК 27 червня 1925 року. Сільські ради району передано в підпорядкування до суміжних Андрушівського (Великомошковецька, Ляховецька, Маломошковецька та Червонська сільські ради), Бердичівського (Гальчинецька, Журбинецька, Никонівська, Половецька, Реївська, Скаківська та Солотвинська сільські ради), Левківського (Закусилівська, Коднянська, Пряжівська та Янковецька сільські ради) та Троянівського (Великотатаринівська сільська рада) районів.